# Guillaume III de Nevers
Pour les articles homonymes, voir Guillaume III.
Guillaume III de Nevers, né en 1110 et mort le 21 novembre 1161, est un comte de Nevers, d'Auxerre et de Tonnerre (1148-1161), fils de Guillaume II, comte de Nevers, d'Auxerre et de Tonnerre, et d'Adélaïde.

## Famille
Guillaume III a pour père Guillaume II, comte de Nevers, d'Auxerre et de Tonnerre,.

Sa mère est prénommée Adélaïde.
Il a comme frères et sœur puînés :
- Renaud de Nevers († ~1148), mort à Laodicea[2] ;
- Robert de Nevers († apr. 1134)[2] ;
- Anne, mariée à Guillaume VIII d'Auvergne (Guillaume le Vieux)[2].

## Biographie
Au début de l'épiscopat d'Alain de Larrivour, évêque d'Auxerre de 1152 à 1167, Guillaume III refuse de lui rendre hommage et est en cela suivi par certains seigneurs de son entourage (le comte de La Ferté-Loupière est cité parmi ceux-là). De plus, les terres des chanoines et autres gens d’Église de Varzy sont ravagées par les troupes de Guillaume IV, fils de Guillaume III et futur comte de Nevers (1161-1168), en guerre contre des seigneurs voisins.
Par chance pour l'évêque, le pape Alexandre III (1159-1181), réfugié en France, réside à Sens. Alain profite d'une visite de Louis VII à Alexandre III pour présenter sa plainte aux deux personnages en même temps. Le pape charge Hugues de Toucy, archevêque de Sens, de régler cette affaire. Il ne faut pas moins de trois convocations du comte devant l'archevêque, les talents de persuasion de Geoffroy, évêque de Langres, et ceux des abbés de Saint-Germain d'Auxerre et de Pontigny, pour qu'en 1157 Guillaume III enfin, et son fils et les gentilshommes de moindre rang à leur suite, fassent leurs hommages à l'évêque.
En 1134, il "renonce aux pratiques préjudiciables à l'abbaye de Saint-Michel" (abbaye de Tonnerre).
Guillaume III soutient Geoffroy comte d'Anjou lorsque ce dernier entre en Normandie le 21 septembre 1137 (voir La guerre en Normandie).
En juin 1147, il part avec le roi Louis VII le Jeune pour la deuxième croisade.
Il succède à son père en 1148 comme comte de Nevers et comte d'Auxerre, probablement aussi comme comte d'Auxerre bien qu'aucun document connu ne le confirme.
Il serait à l'origine de la fondation en 1157 de l'abbaye Notre-Dame et Saint-Paul de Bellevaux à Limanton (Nièvre), abbaye de prémontrés.

### Descendance
Il épouse Ide de Sponheim, fille d'Engelbert de Sponheim duc de Carinthie, et d'Uta de Passau. Ils ont cinq enfants connus :
- Guillaume IV (+ 1168), mort à Acre[1],[7] ;
- Guy (1131-1175)[8] ;
- Adèle (1145-1195)[9], mariée à Renard IV, comte de Joigny ;
- Renaud, vicomte de Decize.